# Gyna incisura
Gyna incisura är en kackerlacksart som beskrevs av Philippe Grandcolas 1994. Gyna incisura ingår i släktet Gyna och familjen jättekackerlackor.
Artens utbredningsområde är Guinea. Inga underarter finns listade i Catalogue of Life.